# Programma Surveyor

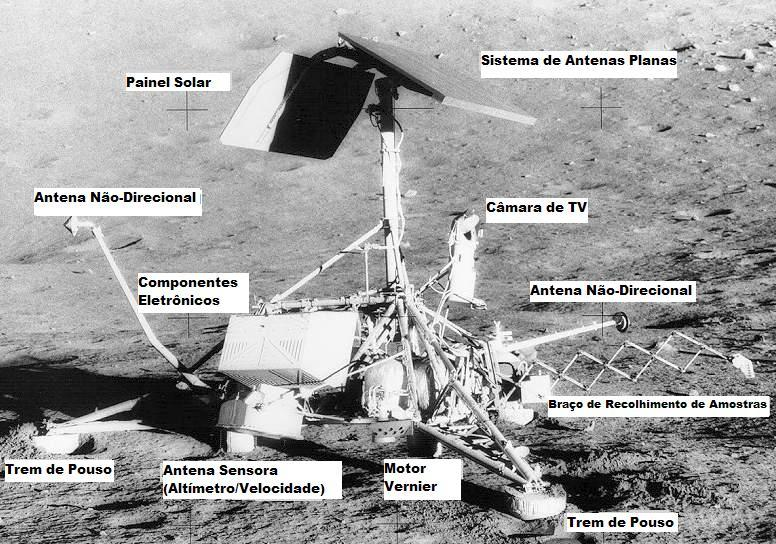
Il lander Surveyor 3 fotografato dagli astronauti dell'Apollo 12. (NASA)

Il Programma Surveyor fu un programma della NASA che dal 1966 al 1968 lanciò nello spazio sette lander lunari. Lo scopo principale era dimostrare la reale fattibilità di un atterraggio morbido e la raccolta di immagini del sito di atterraggio per preparare le future missioni Apollo. Lo sviluppo delle sonde fu affidato al JPL e non prevedeva nessun rientro a Terra. Alcune parti del Surveyor 3 furono riportate a terra dagli astronauti dell'Apollo 12.

## Obiettivi

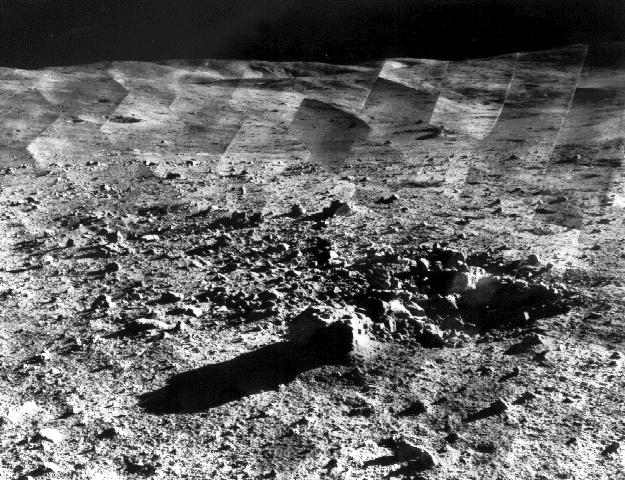
Sito dell'atterraggio di Surveyor 7

Oltre agli obiettivi primari furono testati e perfezionati anche altri aspetti della navigazione spaziale ed eseguiti numerosi test sulla Luna. Manovre di volo e correzioni di rotta furono perfezionate durante i sette voli e gli strumenti trasportati dalle sonde servirono a studiare diversi siti scelti in futuro per lo sbarco dell'uomo sulla Luna. Furono eseguiti test e studi sul suolo del nostro satellite per scoprire la sua composizione e lo spessore delle polveri sulla superficie. Infatti, prima di queste missioni, non si conosceva quasi nulla del suolo lunare: se le polveri fossero state troppo profonde l'uomo non vi avrebbe potuto sbarcare.

## Missioni

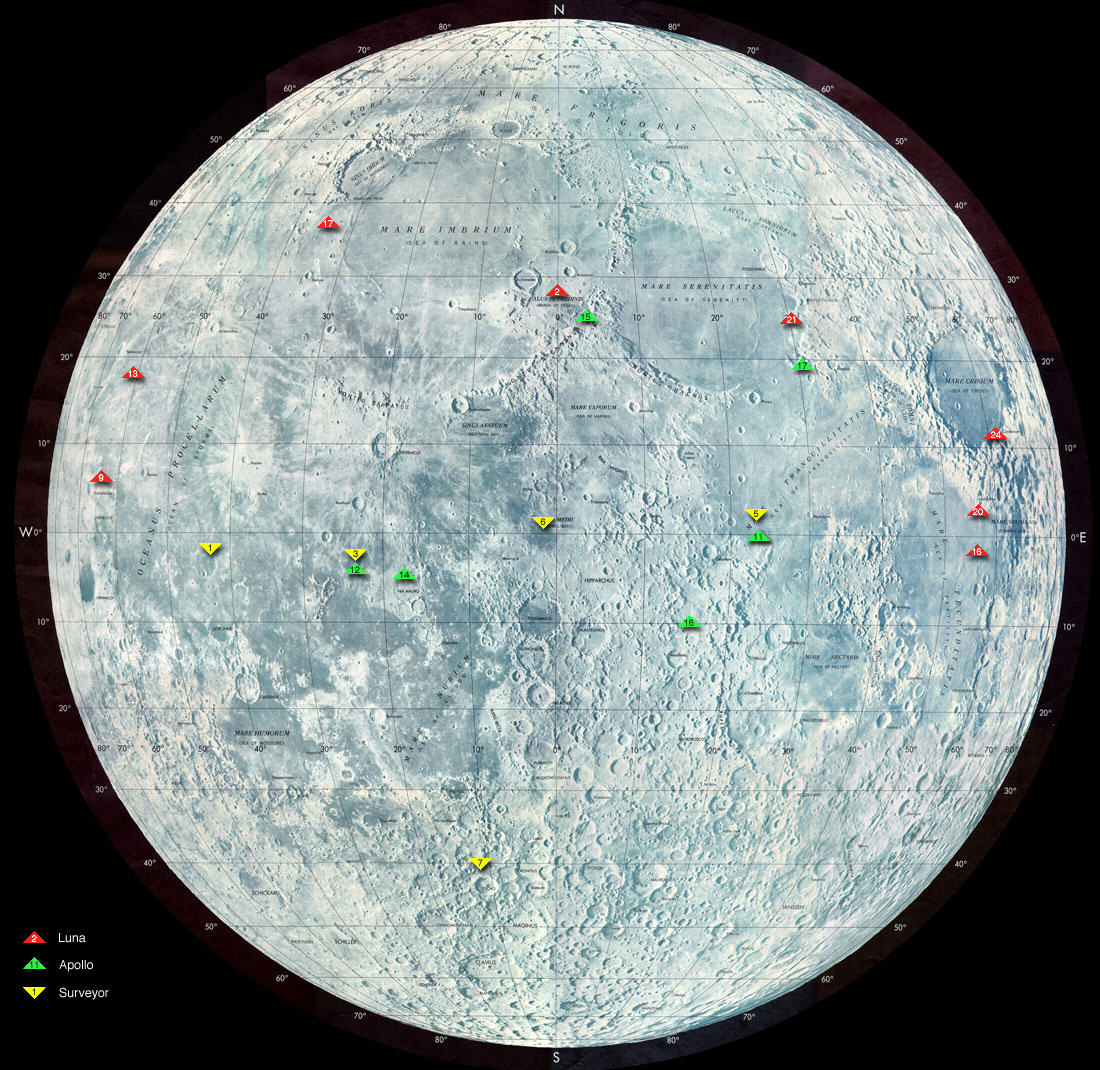
Siti di atterraggio delle missioni Surveyor

Ci furono sette missioni, di cui 5 coronate da successo. Surveyor 2 e Surveyor 4 non raggiunsero la loro meta.
- Surveyor 1: lanciato il 30 maggio 1966, atterrato nell'Oceanus Procellarum il 2 giugno.
- Surveyor 2: lanciato il 20 settembre 1966; precipitato vicino al cratere Copernicus il 23 settembre.
- Surveyor 3: lanciato il 17 aprile 1967, atterrato nell'Oceanus Procellarum il 29 aprile.
- Surveyor 4: lanciato il 14 luglio 1967; precipitato nel Sinus Medii il 17 luglio.
- Surveyor 5: lanciato il 3 settembre 1967, atterrato nel Mare Tranquillitatis l'11 settembre.
- Surveyor 6: lanciato il 7 novembre 1967, atterrato nel Sinus Medii il 10 novembre.
- Surveyor 7: lanciato il 7 gennaio 1968, atterrato vicino al cratere Tycho il 10 gennaio 1968.

Il Surveyor 6 fu la prima sonda a spostarsi sul suolo lunare, riaccendendo il motore per eseguire un "salto". Il sito di atterraggio del Surveyor 3 si trovava a pochi metri dal luogo in cui sarebbero successivamente sbarcati gli astronauti dell'Apollo 12.